# 822

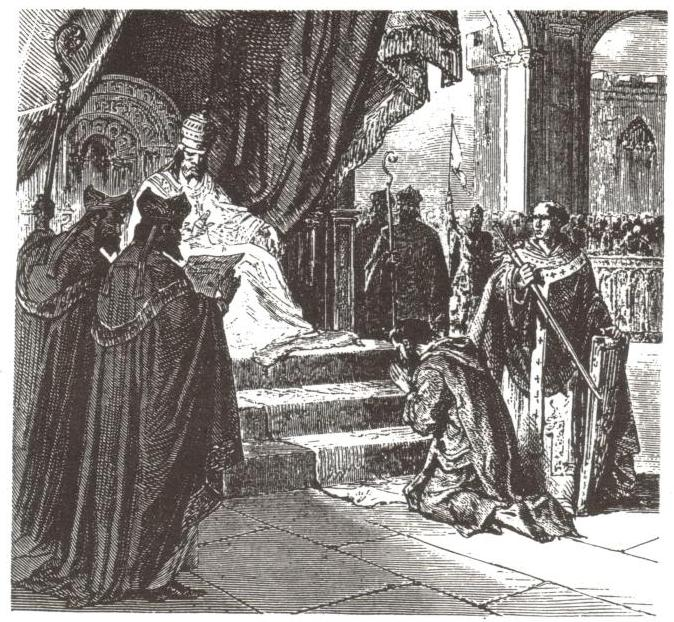
Keizer Lodewijk I doet een schuldbelijdenis

Het jaar 822 is het 22e jaar in de 9e eeuw volgens de christelijke jaartelling.

## Gebeurtenissen

### Byzantijnse Rijk
- Thomas de Slaviër, Byzantijns generaal (tourmarchos) en usurpator, belegert tevergeefs Constantinopel. Keizer Michaël II vernietigd zijn vloot (door Grieks vuur) die de haven met een blokkade heeft afgesloten. Michaël vraagt om steun van Omoertag, heerser (khan) van het Bulgaarse Rijk, hij stuurt een ontzettingsleger en verslaat de opstandelingen bij Kedoutos (huidige Turkije).

### Europa
- Keizer Lodewijk I ("de Vrome") doet in Attigny (Ardennen) voor het hof en paus Paschalis I een publieke schuldbelijdenis. Hierin neemt hij de verantwoordelijkheid voor het overlijden van zijn neef Bernhard van Italië.
- Vorst Varaz-Trdat van Kaukasisch Albanië wordt vermoord. Hierdoor komt er een einde aan het Albanese vorstendom.
- Abd al-Rahman II wordt emir van Cordoba.
- Radoslav heerser (župan) van Servië overlijdt en wordt opgevolgd door zijn zoon Prosigoj. (waarschijnlijke datum)

### Meso-Amerika
- In de Maya-stad Copán (huidige Guatemala) wordt U-Cit-Tok als laatste koning (ajaw) gekroond. Het land is in chaos door grootschalige roofbouw. (waarschijnlijke datum)

### Religie
- Hrabanus Maurus, Frankische benedictijner monnik, wordt na het overlijden van Eigil gekozen tot abt van Fulda.

## Bouwkunst

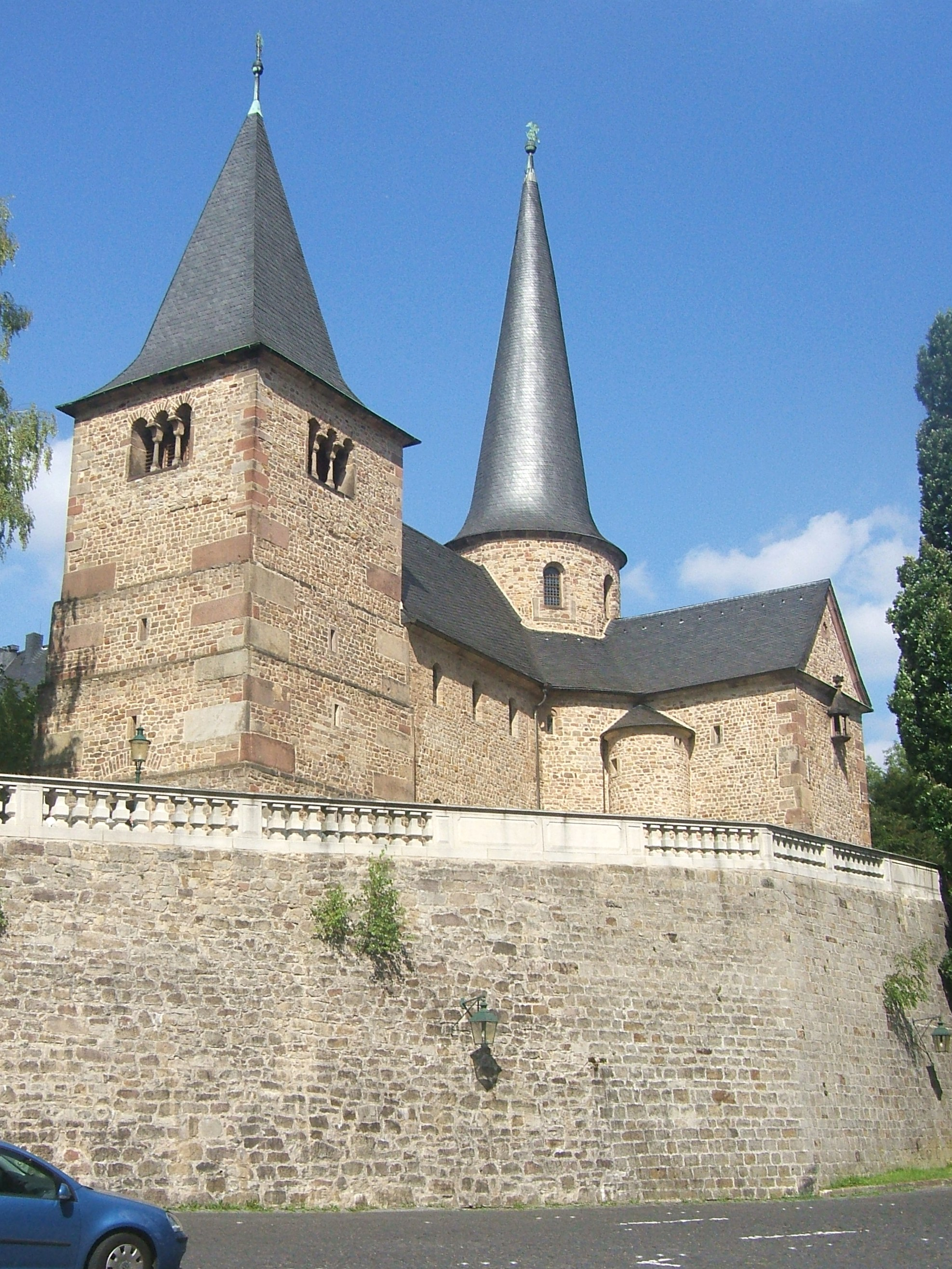
Sint-Michaëlskerk (822)
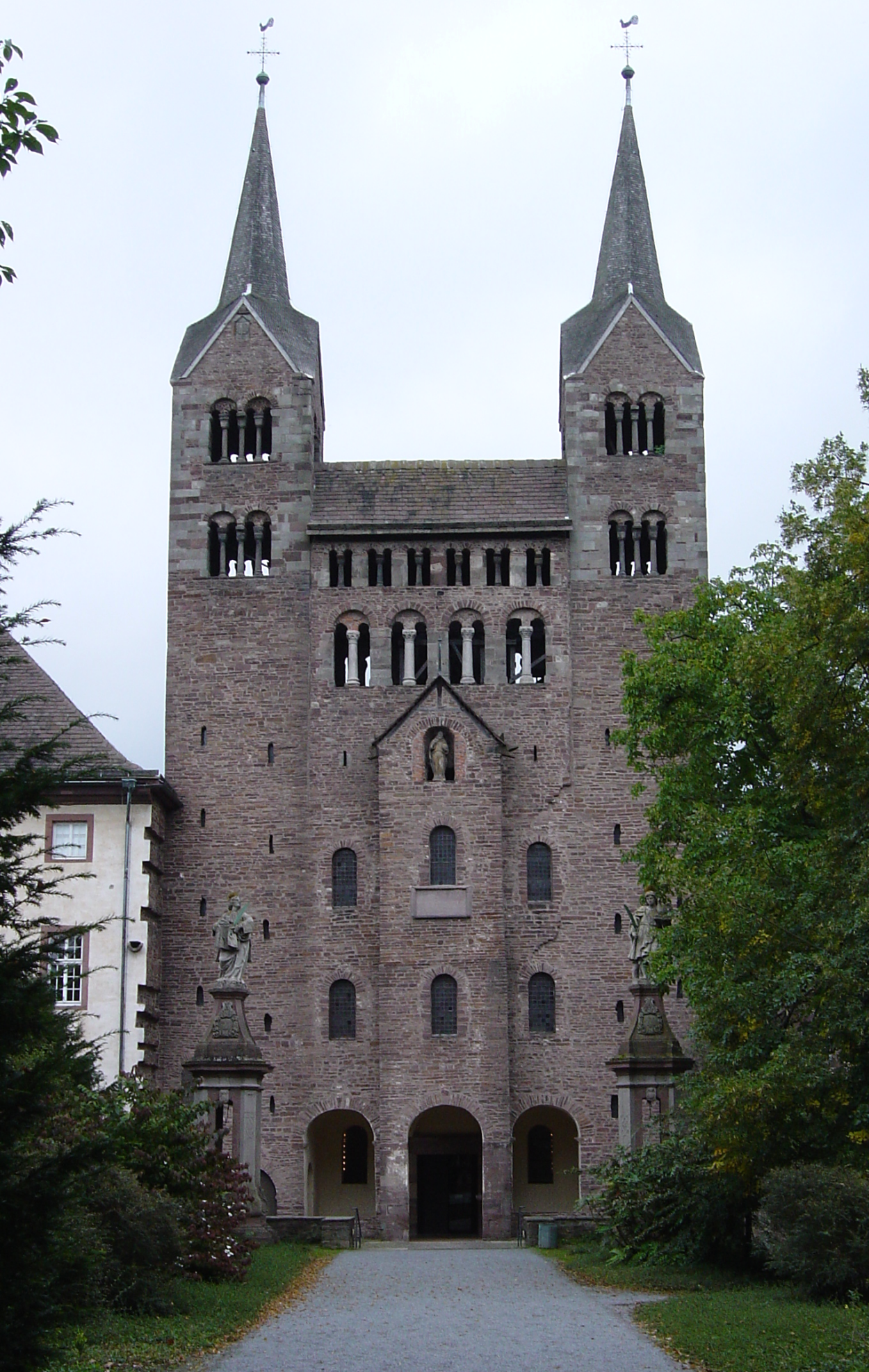
Abdij van Corvey (822)

## Geboren
- Al-Moetawakkil, Arabisch kalief (of 821)

## Overleden
- Eigil, Frankisch abt
- Gondulfus, bisschop van Metz (of 823)
- Radoslav, heerser van Servië (waarschijnlijke datum)
- 26 juni - Saichō (55), Japans boeddhistische monnik